# Sebastian Ohlsson (ishockeyspelare)
Thord Robert Sebastian Ohlsson, född 4 mars 1997 i Åsele, är en svensk ishockeyforward som spelar för MoDo Hockey i SHL.